# Estadio El Hadj Hassan Gouled
El Estadio Nacional El Hadj Hassan Gouled Aptidon (en francés: Stade national El Hadj Hassan Gouled Aptidon o bien Stade du Ville; en árabe: ملعب دو فيل)  es un estadio de usos múltiples en la ciudad de Yibuti, la capital del país africano del mismo nombre. En la actualidad está reservado para los partidos de fútbol y posee una capacidad para albergar hasta 10.000 personas.
A partir de abril de 2007, el Estadio recibió por una cortesía un campo de césped artificial de la FIFA como parte del programa de desarrollo de África. Construido por China,  lleva el nombre del Presidente de Yibuti durante su creación, Hassan Gouled Aptidon, y fue inaugurado el 26 de junio de 1993. Los trabajos de renovación se iniciaron en el año 2002 e incluyeron cambios en el césped. Un nuevo césped artificial se colocó esta vez en 2007.
Alberga los partidos de la Selección de fútbol de Yibuti y de la mayoría de los clubes de la Primera División de Yibuti.